# Saint-Pierre-du-Chemin
Pour les articles homonymes, voir Saint-Pierre.
Saint-Pierre-du-Chemin est une commune française située dans le département de la Vendée, en région Pays de la Loire.

## Géographie

### Localisation

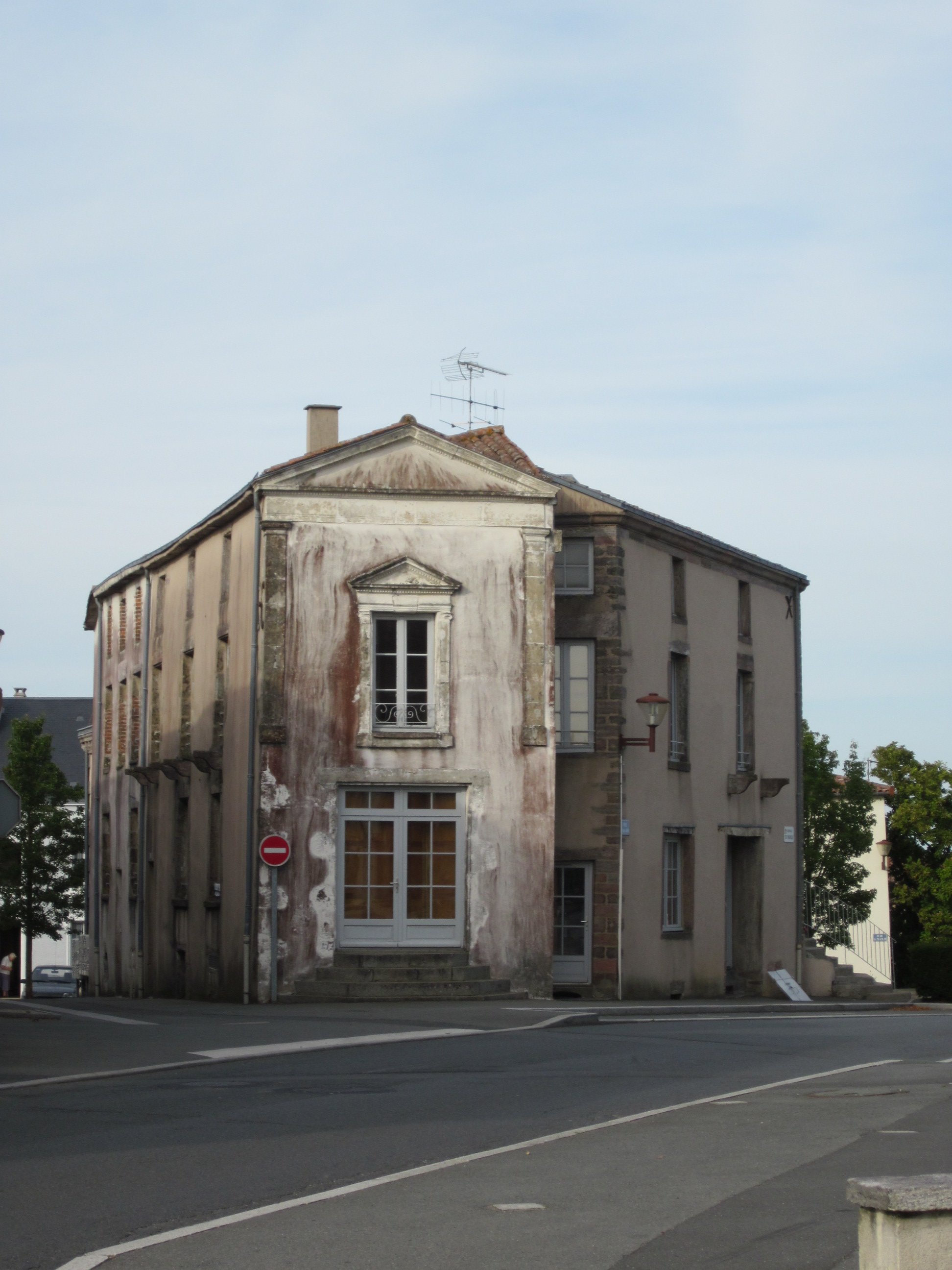
Une vieille maison du bourg.

Saint-Pierre-du-Chemin est situé à l'est du département de la Vendée, dans le « Haut-Bocage » vendéen et proche de « la Gâtine », aux limites des Deux-Sèvres.
L'altitude allant de 133 mètres à 237 mètres sur le massif granitique de la commune, l'altitude moyenne est de 195 mètres,.
Le territoire municipal s’étend sur 2 983 hectares.

Les communes limitrophes sont La Tardière, Breuil-Barret, Réaumur et Menomblet en Vendée, et dans les Deux-Sèvres, Moncoutant, Moutiers-sous-Chantemerle et L'Absie.
|          | Menomblet              | La Forêt-sur-Sèvre Deux-Sèvres        |
| Réaumur  | Saint-Pierre-du-Chemin | Moutiers-sous-Chantemerle Deux-Sèvres |
| Cheffois | La Tardière            | Breuil-Barret                         |

### Climat
Pour des articles plus généraux, voir Climat des Pays de la Loire et Climat de la Vendée.
En 2010, le climat de la commune est de type climat océanique altéré, selon une étude du CNRS s'appuyant sur une série de données couvrant la période 1971-2000. En 2020, Météo-France publie une typologie des climats de la France métropolitaine dans laquelle la commune est exposée à un climat océanique et est dans la région climatique Poitou-Charentes, caractérisée par un bon ensoleillement, particulièrement en été et des vents modérés.
Pour la période 1971-2000, la température annuelle moyenne est de 11,1 °C, avec une amplitude thermique annuelle de 14,7 °C. Le cumul annuel moyen de précipitations est de 953 mm, avec 12,4 jours de précipitations en janvier et 7,1 jours en juillet. Pour la période 1991-2020, la température moyenne annuelle observée sur la station météorologique de Météo-France la plus proche, « Sainte Gemme la Plaine_sapc », sur la commune de Sainte-Gemme-la-Plaine à 39 km à vol d'oiseau, est de 13,0 °C et le cumul annuel moyen de précipitations est de 809,1 mm,. Pour l'avenir, les paramètres climatiques de la commune estimés pour 2050 selon différents scénarios d'émission de gaz à effet de serre sont consultables sur un site dédié publié par Météo-France en novembre 2022.

## Urbanisme

### Typologie
Au 1er janvier 2024, Saint-Pierre-du-Chemin est catégorisée bourg rural, selon la nouvelle grille communale de densité à sept niveaux définie par l'Insee en 2022.
Elle est située hors unité urbaine. Par ailleurs la commune fait partie de l'aire d'attraction de La Châtaigneraie, dont elle est une commune de la couronne,. Cette aire, qui regroupe 10 communes, est catégorisée dans les aires de moins de 50 000 habitants,.

### Occupation des sols
L'occupation des sols de la commune, telle qu'elle ressort de la base de données européenne d’occupation biophysique des sols Corine Land Cover (CLC), est marquée par l'importance des territoires agricoles (97,2 % en 2018), une proportion sensiblement équivalente à celle de 1990 (97,4 %). La répartition détaillée en 2018 est la suivante : 
zones agricoles hétérogènes (41 %), terres arables (34,8 %), prairies (21,3 %), zones urbanisées (2,7 %), forêts (0,1 %). L'évolution de l’occupation des sols de la commune et de ses infrastructures peut être observée sur les différentes représentations cartographiques du territoire : la carte de Cassini (XVIIIe siècle), la carte d'état-major (1820-1866) et les cartes ou photos aériennes de l'IGN pour la période actuelle (1950 à aujourd'hui).

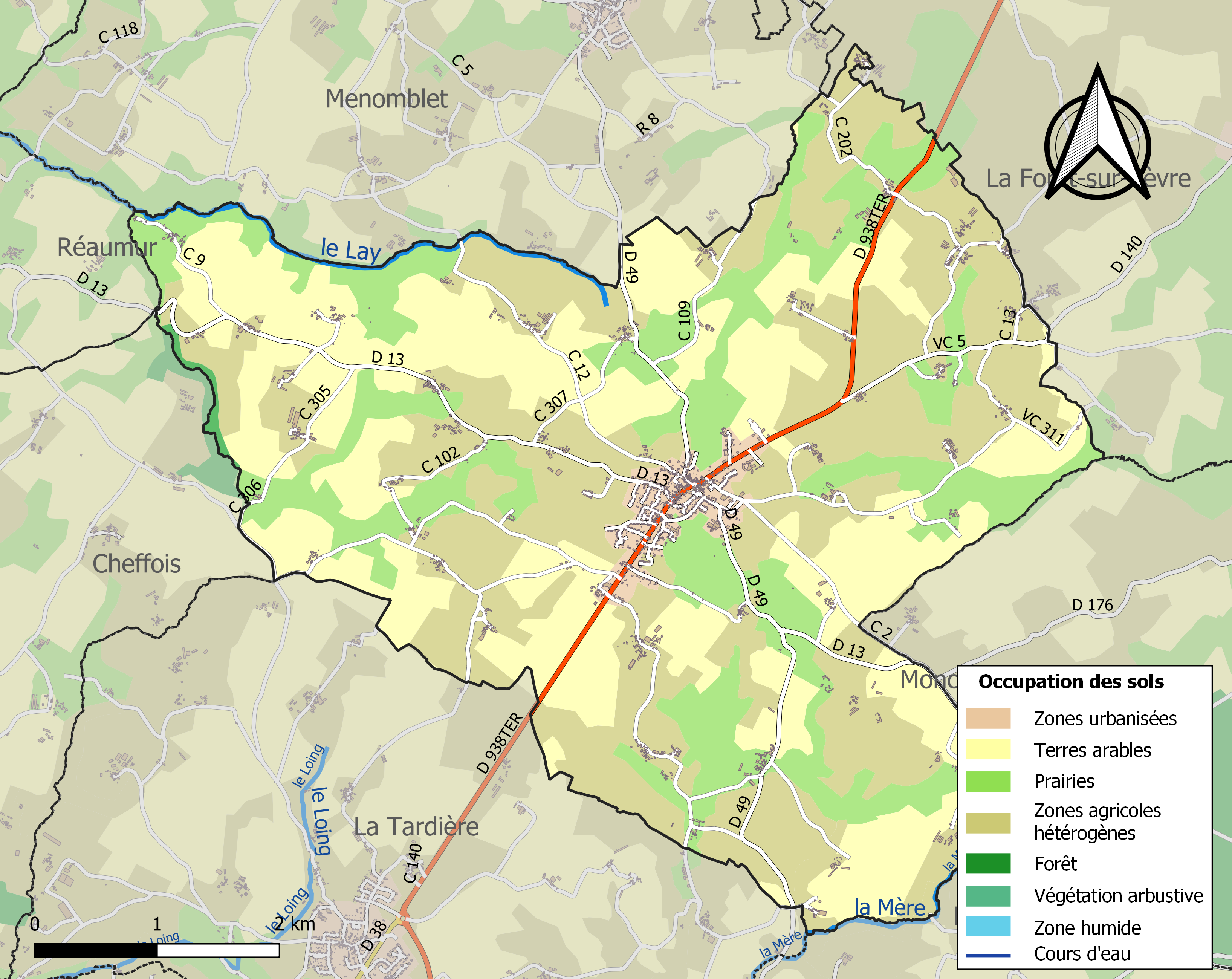
Carte des infrastructures et de l'occupation des sols de la commune en 2018 (CLC).

## Toponymie
Durant la Révolution, la commune porte le nom de Chemin-sur-le-Lay.

## Politique et administration

### Liste des maires
| Période                                  | Période           | Identité                  | Étiquette     | Qualité                            |
| ---------------------------------------- | ----------------- | ------------------------- | ------------- | ---------------------------------- |
|                                          | 14 janvier 1827   | Nau                       |               |                                    |
| 14 janvier 1827                          | 28 septembre 1830 | Pierre Couturier          |               | Propriétaire                       |
| 28 septembre 1830                        | 13 juin 1831      | Jeanneau                  |               | Notaire                            |
| 13 juin 1831                             | 11 mai 1832       | Félix Roy                 |               | Aubergiste, propriétaire, marchand |
| 11 mai 1832                              | 4 août 1840       | Pierre Antoine Caternault |               | Cultivateur                        |
| 4 août 1840                              | 8 mai 1848        | Benjamin Moris            |               | Docteur en médecine                |
| 8 mai 1848                               | 14 juillet 1855   | Jean Fany Biteau          |               | propriétaire                       |
| 14 juillet 1855                          | 5 août 1860       | Vandé                     |               |                                    |
| 5 août 1860                              | 22 décembre 1870  | Jean Fany Biteau          |               | Propriétaire                       |
| 22 décembre 1870                         | 30 décembre 1870  | Valentin Texier           |               | Notaire, maire provisoire          |
| 30 décembre 1870                         | 14 mai 1871       | Benjamin Filluzeau        |               | Notaire                            |
| 14 mai 1871                              | 25 décembre 1874  | Furmance Cacault          |               |                                    |
| 25 décembre 1874                         | 15 mai 1892       | Frédéric Biteau           |               |                                    |
| 15 mai 1892                              | 15 mai 1904       | Auguste Ailleaume         |               | Propriétaire                       |
| 15 mai 1904                              | 17 mai 1908       | Joseph Meunier            |               | Docteur médecin                    |
| 17 mai 1908                              | 10 décembre 1919  | Alexandre Guignard        |               |                                    |
| 10 décembre 1919                         | 18 mai 1945       | Firmin Pierre Cognacq     |               |                                    |
| 18 mai 1945                              | 31 octobre 1947   | Ernest Chenu              |               |                                    |
| 31 octobre 1947                          | 1965              | Alcide Dubé               |               |                                    |
|                                          |                   |                           |               |                                    |
| 1990                                     | mars 2001         | Louis Renaud              |               |                                    |
| mars 2001                                | mars 2014         | Philippe Rocher,          | Divers droite | agriculteur                        |
| mars 2014                                | En cours          | Daniel Mottard            |               | retraité                           |
| Les données manquantes sont à compléter. |                   |                           |               |                                    |

## Population et société

### Démographie

#### Évolution démographique
L'évolution du nombre d'habitants est connue à travers les recensements de la population effectués dans la commune depuis 1793. Pour les communes de moins de 10 000 habitants, une enquête de recensement portant sur toute la population est réalisée tous les cinq ans, les populations de référence des années intermédiaires étant quant à elles estimées par interpolation ou extrapolation. Pour la commune, le premier recensement exhaustif entrant dans le cadre du nouveau dispositif a été réalisé en 2008.

En 2022, la commune comptait 1 340 habitants, en stagnation par rapport à 2016 (Vendée : +5,33 %, France hors Mayotte : +2,11 %).
| 1793  | 1800  | 1806  | 1821  | 1831  | 1836  | 1841  | 1846  | 1851  |
| ----- | ----- | ----- | ----- | ----- | ----- | ----- | ----- | ----- |
| 1 700 | 1 244 | 1 347 | 1 494 | 1 668 | 1 773 | 1 750 | 1 840 | 1 771 |

| 1856  | 1861  | 1866  | 1872  | 1876  | 1881  | 1886  | 1891  | 1896  |
| ----- | ----- | ----- | ----- | ----- | ----- | ----- | ----- | ----- |
| 1 744 | 1 739 | 1 804 | 1 806 | 1 936 | 2 050 | 2 175 | 2 173 | 2 240 |

| 1901  | 1906  | 1911  | 1921  | 1926  | 1931  | 1936  | 1946  | 1954  |
| ----- | ----- | ----- | ----- | ----- | ----- | ----- | ----- | ----- |
| 2 243 | 2 084 | 2 024 | 1 889 | 1 798 | 1 728 | 1 721 | 1 690 | 1 611 |

| 1962  | 1968  | 1975  | 1982  | 1990  | 1999  | 2006  | 2008  | 2013  |
| ----- | ----- | ----- | ----- | ----- | ----- | ----- | ----- | ----- |
| 1 537 | 1 511 | 1 456 | 1 409 | 1 402 | 1 404 | 1 370 | 1 364 | 1 348 |

| 2018  | 2022  | - | - | - | - | - | - | - |
| ----- | ----- | - | - | - | - | - | - | - |
| 1 333 | 1 340 | - | - | - | - | - | - | - |

#### Pyramide des âges
La population de la commune est relativement âgée.
En 2018, le taux de personnes d'un âge inférieur à 30 ans s'élève à 28,8 %, soit en dessous de la moyenne départementale (31,6 %). À l'inverse, le taux de personnes d'âge supérieur à 60 ans est de 36,9 % la même année, alors qu'il est de 31,0 % au niveau départemental.
En 2018, la commune comptait 639 hommes pour 694 femmes, soit un taux de 52,06 % de femmes, légèrement supérieur au taux départemental (51,16 %).
Les pyramides des âges de la commune et du département s'établissent comme suit.
| Hommes | Classe d’âge | Femmes |
| ------ | ------------ | ------ |
| 1,7    | 90 ou +      | 4,2    |
| 12,1   | 75-89 ans    | 16,1   |
| 18,3   | 60-74 ans    | 20,9   |
| 22,1   | 45-59 ans    | 19,2   |
| 14,7   | 30-44 ans    | 13,0   |
| 14,6   | 15-29 ans    | 12,4   |
| 16,6   | 0-14 ans     | 14,3   |

| Hommes | Classe d’âge | Femmes |
| ------ | ------------ | ------ |
| 0,8    | 90 ou +      | 2,2    |
| 8,7    | 75-89 ans    | 11,1   |
| 20,3   | 60-74 ans    | 21,3   |
| 20     | 45-59 ans    | 19,4   |
| 17,5   | 30-44 ans    | 16,8   |
| 15     | 15-29 ans    | 13,2   |
| 17,7   | 0-14 ans     | 16,1   |

## Culture locale et patrimoine

### Lieux et monuments

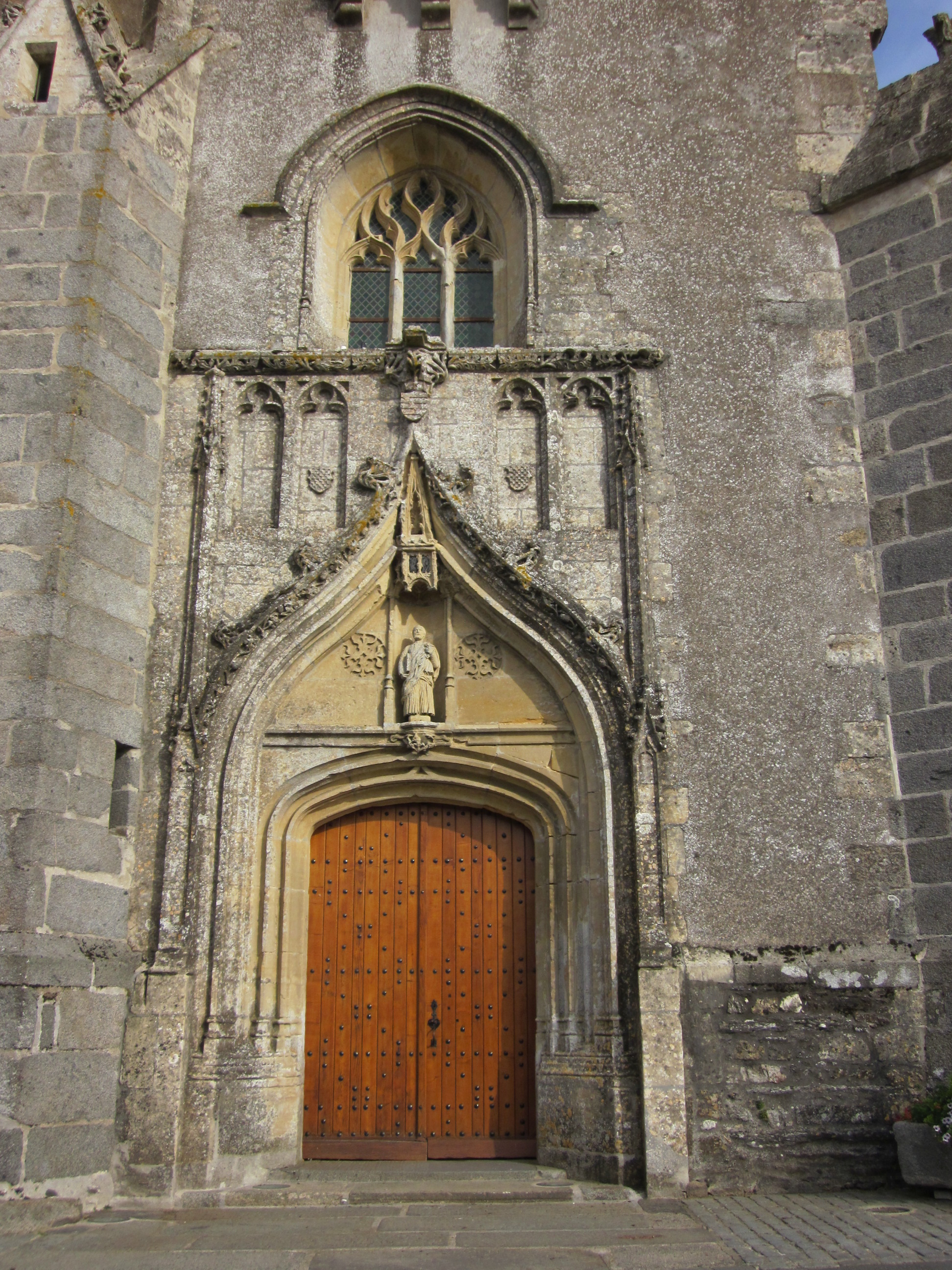
La façade de l'église Saint-Pierre.

- Le château de la Ménardière, son escalier et sa voûte du XVe siècle.
- L'église Saint-Pierre et sa façade du XVe siècle.
- Le lavoir.
- Les halles en pierre des Plochères.
- La pierre des Plochères.

Une pierre milliaire gallo-romaine été trouvée sur la commune. Elle est dédiée à l'empereur Tacite.

### Personnalités liées à la commune
- Pierre Bersuire (vers 1290-1362), moine bénédictin, l'un des principaux lettrés français de son époque, écrivain du Moyen Âge est natif de Saint-Pierre-du-Chemin.
- Abel Camille Filuzeau (1860-1930), architecte de la municipalité de Fontenay-le-Comte, prolifique en Vendée, natif de Saint-Pierre-du-Chemin.
- Alfred Filuzeau (1878-1962), directeur général de la Compagnie des Eaux et d'Électricité d'Indochine, est né et est décédé à Saint-Pierre-du-Chemin.

## Pour approfondir